# Eliezer (syn Mojżesza)
Eliezer – drugi syn Mojżesza i Sefory. Pismo jego imię tłumaczy w następujący sposób "Bóg mojego ojca był dla mnie pomocą i wyratował mię od miecza faraona". Miał syna Rechebiasza.